# 小行星9559
小行星9559是一颗围绕太阳公转的小行星。1987年2月23日，天文学家亨利·德波鸿诺在拉西拉天文台发现了此天体。
这颗小行星的绝对星等为345.5113074042424等。